# Lijst van Landkreise in Saarland
Dit is een lijst van Landkreise en kreisfreie steden in Saarland.

## Opbouw
Onderstaande lijst is als volgt opgebouwd:
- Kreis, kreisfreie Stadt: naam van de Landkreis respectievelijk kreisfreie stad
- Kreisstadt: naam van de Kreisstad: Bij de kreisfreise steden is deze cel leeg
- Wapen: officiële wapen van de Kreis respectievelijk kreisfreie stad
- Reg.-Bez., Ligging: Regierungsbezirk en positiekaart van de Kreis respectievelijk kreisfreie stad binnen de deelstaat Saarland
- Kenteken: kentekens van de plaatselijke overheid
- Inwoners: inwonertal van de Landkreis respectievelijk kreisfreie stad[1]
- Oppervlakte: oppervlakte van de Landkreis respectievelijk kreisfreie stad in vierkante kilometers (km²)[2]
- Inw/km²: bevolkingsdichtheid in inwoner per vierkante kilometer
- Afbeelding: een typische afbeelding van de regio, waarmee de desbetreffende Landkreis respectievelijk kreisfreie stad identificeert wordt

## Overzicht
| Landkreis/ kreisfreie Stadt   | Kreisstadt  | Wapen    | Reg.-Bez. Ligging | Kenteken(s) | Inwoners (31-12-2020) | Oppervlakte (in km²) | Inw./km² | Afbeelding                                |
| ----------------------------- | ----------- | -------- | ----------------- | ----------- | --------------------- | -------------------- | -------- | ----------------------------------------- |
| Merzig-Wadern                 | Merzig      |          |                   | MZG         | 103.471               | 556,66               | 186      | Saarschleife                              |
| Neunkirchen                   | Ottweiler   |          |                   | NK, OTW     | 131.172               | 249,80               | 525      | ehemalige Industrieanlagen in Neunkirchen |
| Saarbrücken (Regionalverband) | Saarbrücken |          |                   | SB, (VK)    | 327.502               | 410,95               | 797      | Ludwigskirche in Saarbrücken              |
| Saarlouis                     | Saarlouis   |          |                   | SLS         | 193.732               | 459,35               | 422      | Saardom in Dillingen                      |
| Saarpfalz-Kreis               | Homburg     |          |                   | HOM, (IGB)  | 141.656               | 418,28               | 339      | Schlossberghöhlen in Homburg              |
| St. Wendel                    | St. Wendel  |          |                   | WND         | 86.458                | 476,07               | 182      | Grabmal des Wendelinus                    |
| Saarland                      | Saarland    | Saarland | Saarland          | Saarland    | 983.991               | 2.571,00             | 383      |                                           |